# Criseida
|  | Per a altres significats, vegeu «Criseida (oceànide)». |

Criseida (en grec antic Χρυσηίς), és, segons la mitologia grega, la filla del sacerdot d'Apol·lo anomenat Crises, de la ciutat de Crisa, a la Tròade. El seu nom vertader és Astínome.
Va ser raptada pels grecs en una incursió contra la ciutat de Tebes, a Mísia, quan es trobava a casa d'Ifíone, germana del rei Eeció, i entregada a Agamèmnon com la seva part del botí. El seu pare va acudir a reclamar-la al rei, però aquest no va accedir. Llavors Crises va pregar a Apol·lo que enviés als grecs una epidèmia que els forcés a tornar la seva filla, i el déu el va escoltar. Els grecs van obligar a Agamèmnon a restituir a Criseida, però aquest va exigir a canvi el lliurament de Briseida, originant amb això la còlera d'Aquil·les. Una tradició més tardana diu que Crises va retornar voluntàriament Criseida a Agamèmnon perquè aquest l'havia tractada bé. Criseida va tenir amb ell dos fills, Crises i Ifigenia.
La tradició diu que Criseida tenia dinou anys en ser raptada, que era rossa, prima i de baixa estatura. En canvi Briseida era morena, alta, de pell blanca i elegant. Aquestes descripcions resumeixen els dos tipus de bellesa femenina, segons la tradició grega antiga.